# Afrolimnophila pakkana
Afrolimnophila pakkana är en tvåvingeart som först beskrevs av Edwards 1933.  Afrolimnophila pakkana ingår i släktet Afrolimnophila och familjen småharkrankar. Inga underarter finns listade i Catalogue of Life.